# Podstawa czaszki

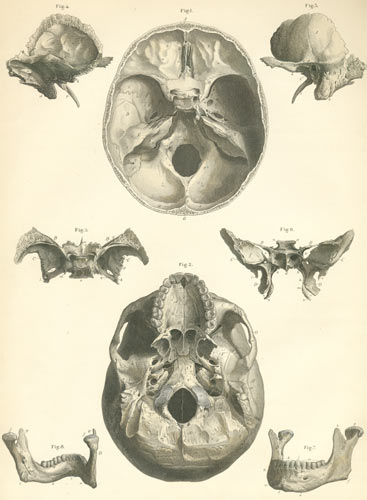

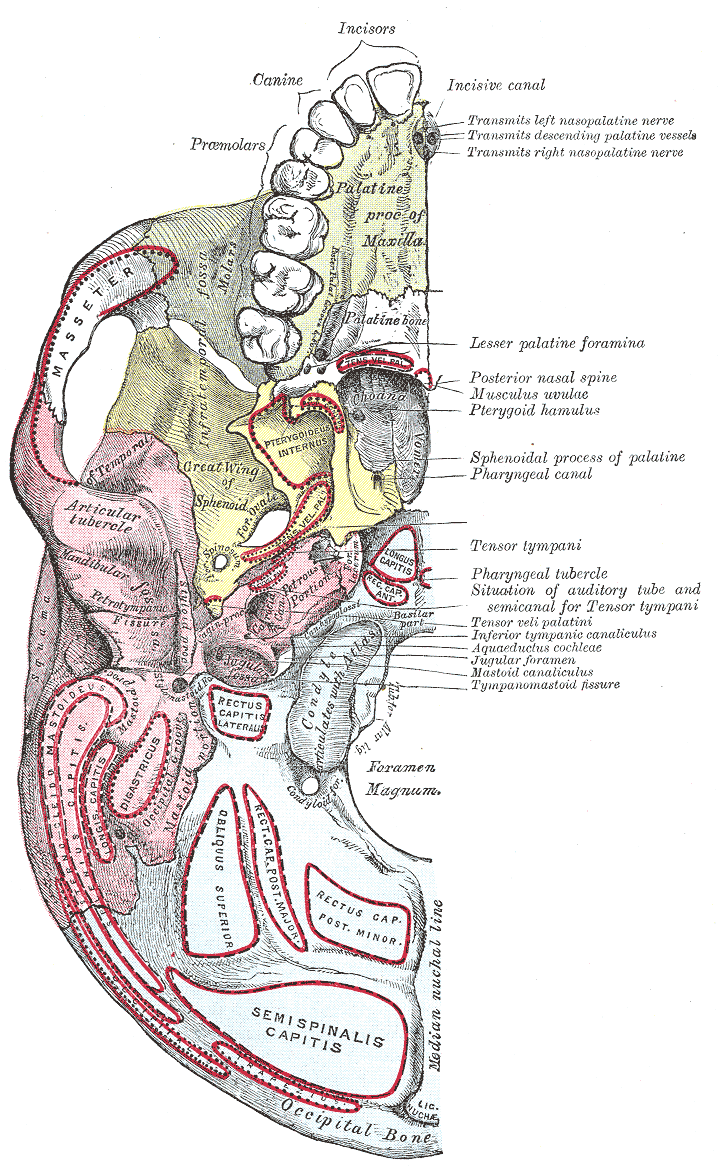

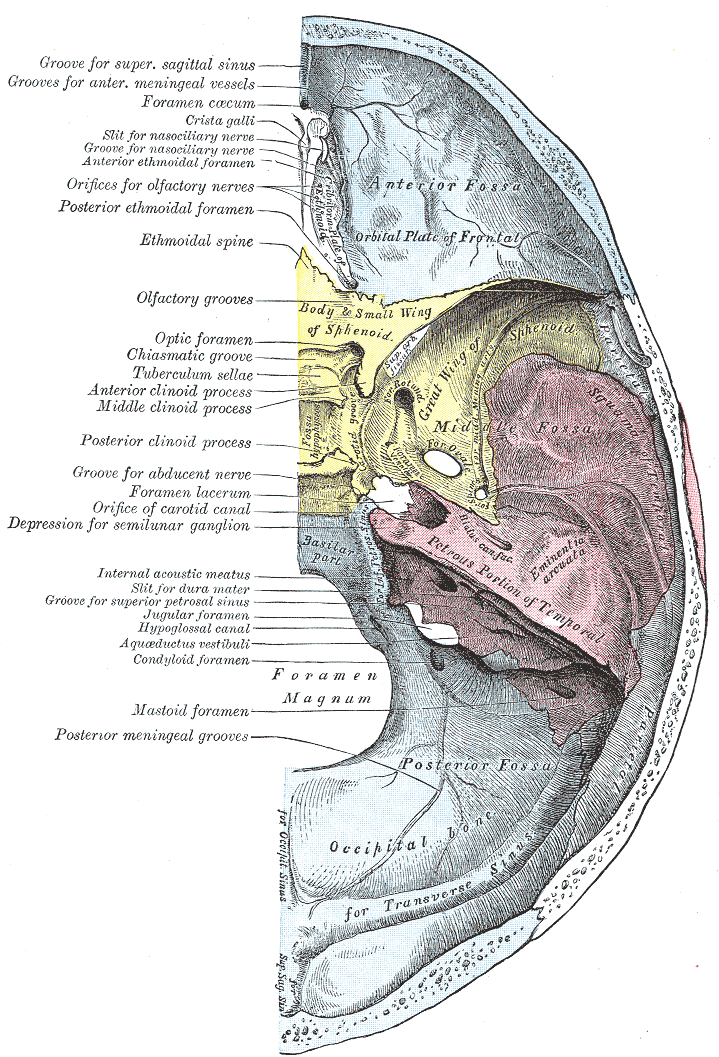

Podstawa czaszki (łac. basis cranii) – kostna struktura będąca dolną ścianą czaszki. Budują ją kości: potyliczna, skroniowe, klinowa, czołowa i sitowa. Inaczej zwana jest ścianą dolną czaszki.
Podstawa czaszki ma 2 powierzchnie: wewnętrzną (łac. basis cranii interna), zwróconą do jamy czaszki, oraz zewnętrzną (łac. basis cranii externa).

## Powierzchnia wewnętrzna podstawy czaszki
Powierzchnia wewnętrzna podstawy czaszki ukształtowana jest w postaci trzech pól (przedniego, środkowego i tylnego), schodzących tarasowato ku tyłowi, zwanych dołami czaszki. Zagłębienia te idealnie odpowiadają kształtem strukturom znajdujących się na podstawie mózgu, które je wypełniają.
- dół przedni czaszki (łac. fossa cranii anterior) – położony najwyżej i najbardziej do przodu. Zbudowany z części oczodołowej kości czołowej, kości klinowej, kości sitowej, przez którą przechodzą nerwy węchowe. W środkowej części kości sitowej zlokalizowany jest grzebień koguci (łac. crista galli), (wznosząca się ku górze pionowo część tej kości). Do przodu od niego zlokalizowany jest otwór ślepy (łac. foramen cecum) oraz mniej wyniosły grzebień czołowy (łac. crista frontalis)
- dół środkowy czaszki (łac. fossa cranii media), który składa się z pola środkowego i 2 pól bocznych. Pole środkowe zbudowane jest z trzonu kości klinowej, w obrębie której znajdują się kanały wzrokowe (łac. canalis opticus) przez które wnikają do wnętrza czaszki nerwy wzrokowe, które następnie ulegają skrzyżowaniu w obrębie tak zwanego skrzyżowania wzrokowego.

Pola boczne zbudowane są ze skrzydła większego kości klinowej oraz kości skroniowej. W kości klinowej znajduje się także siodełkowate zagłębienie, tak zwane siodło tureckie (łac. sella turcica), w którym leży przysadka mózgowa. Pomiędzy skrzydłami kości klinowej znajduje się szczelina oczodołowa górna (łac. fissura orbitalis superior), która prowadzi do oczodołu. W części zbudowanej przez kość klinową wyróżnia się kilka otworów: otwór okrągły (łac. foramen rotundum), otwór owalny (łac. foramen ovale), otwór kolcowy (łac. foramen spinosum), natomiast na granicy kości klinowej, potylicznej i skroniowej: otwór poszarpany (łac. foramen laceratum); przewód słuchowy wewnętrzny (łac. meatus acusticus internus) należy do kości skroniowej. Widoczny jest też kanał tętnicy szyjnej i bruzda tętnicy szyjnej wewnętrznej, która kończy się otworem szyjnym, zlokalizowanym już w obrębie dołu tylnego czaszki.
- dół tylny czaszki (łac. fossa cranii posterior) utworzony jest głównie przez wewnętrzną powierzchnię kości potylicznej, jedynie przednio-boczna część utworzona jest przez części skaliste kości skroniowych. Na wewnętrznej powierzchni znajduje się guzowatość potyliczna wewnętrzna (łac. protuberantia occipitalis interna), od której biegną:
  - ku górze – bruzda zatoki strzałkowej górnej (łac. sulcus sinus sagitalis superioris)
  - ku bokom, obustronnie odchodzi bruzda zatoki poprzecznej (łac. sulcus sinus transversi), która dalej bocznie przechodzi w bruzdę zatoki esowatej (łac. sulcus sinus sigmoidei), która biegnie w kierunku otworu szyjnego.
  - ku dołowi, w kierunku otworu wielkiego biegnie grzebień potyliczny wewnętrzny (łac. crista occipitalis interna). Przez otwór wielki przechodzi rdzeń kręgowy (łac. medulla spinalis). Część pomiędzy otworem wielkim a siodełkiem tureckim nosi nazwę stok (łac. clivus).

## Powierzchnia zewnętrzna podstawy czaszki
Najbardziej do przodu znajduje się podniebienie kostne (łac. palatum osseum), zbudowane z wyrostków podniebiennych szczęki i blaszki poziomej kości podniebiennych. Bocznie podniebienie kostne ograniczony jest wyrostkiem zębodołowym szczęki ze znajdującymi się w nich zębami. Do tyłu od podniebienia kostnego znajduje się duży otwór zwany nozdrzami tylnymi (choanae), podzielony na dwie połowy lemieszem.
Od trzonu kości klinowej odchodzą wyrostki skrzydłowate, składające się z 2 blaszek, pomiędzy którymi znajduje się dół skrzydłowy, natomiast dalej ku tyłowi i bocznie znajduje się dół żuchwowy.
Na pograniczu kości klinowej i skroniowej biegnie bruzda, w której przebiega chrzęstna część trąbki słuchowej. Część skalista kości skroniowej biegnie ku tyłowi i bocznie, przechodząc w wyrostek sutkowaty, do przodu którego znajduje się otwór słuchowy zewnętrzny (łac. porus acusticus externus). Znajdują się tam też otwory, tożsame z otworami występujące w dole środkowym czaszki na powierzchni wewnętrznej podstawy czaszki oraz dół szyjny.
Najbardziej tylną część zewnętrznej powierzchni podstawy czaszki tworzy kość potyliczna ze znajdującym się pośrodku otworem wielkim. Bocznie od otworu wielkiego znajdują się kłykcie potyliczne.